# 궁성요배

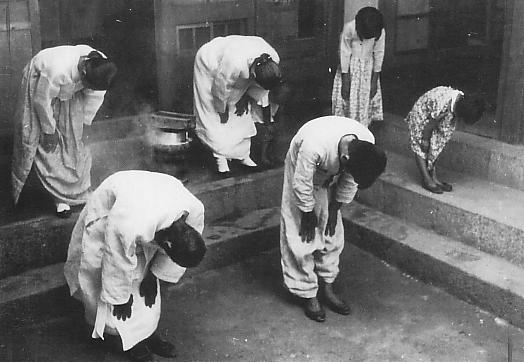
일제강점기 시대의 한국인(조선인)들은 궁성요배를 강요당했다.

궁성요배(일본어: 宮城遥拝 규조요하이[*])는 일본 제국과 그 식민지들의 주민들이 고쿄(궁성)가 있는 방향으로 고개를 숙여 절을 하던 예법을 가리킨다. 궁성요배는 일본 제국의 내지(일본 제국의 일본 본토) 뿐만 아니라 외지(일본 제국의 식민지), 일본 제국의 괴뢰 국가 어디서든지 가능했다. 타이완에서는 황성요배(중국어: 皇城遙拜), 조선에서는 황거요배(한국 한자: 皇居遙拜), 만주국에서는 동방요배(중국어: 東方遙拜)라고도 했다.

## 목적
일본 천황에게 충성을 맹세하는 운동의 하나로 기미가요 제창, 일장기 게양, 어진영에 대한 경례와 함께 궁성요배가 성행했다. 궁성요배는 일본 천황이 있는 도쿄의 황궁에 대한 요배이다. 특히 제2차 세계 대전 중에는 천황에게 충성을 맹세하고, 일본 국민들의 전의를 드높일 목적으로 궁성요배 운동이 정점에 달했다. 또한 식민지의 주민들에게도 신사 참배 뿐만 아니라 궁성요배를 행할 것을 강요했다.
일본국 헌법이 시행되는 지금의 일본에서도 일부 우익 인사들은 궁성요배를 행하기도 한다.

## 같이 보기
- 국가신도
- 황민화 교육
- 내선일체
- 황국사관
  - 식민사관